# Conferentia Club
El Conferentia Club va ser una associació cultural fundada per Francesc Cambó a Barcelona el 26 de març de 1929 amb l'objectiu d'elevar el nivell cultural de la classe alta barcelonina, mitjançant conferències pronunciades per intel·lectuals de prestigi internacional. A partir de 1933, l'entitat, anomenada inicialment Conferència Club, canvià la c per la t.
Cambó va posar a la presidència Isabel Llorach, una dama de la burgesia barcelonina amb una alta vocació per les relacions socials i la dinamització cultural. En la junta hi havia entre d'altres Pere Bosch Gimpera, Francesca Bonnemaison, Joaquim Balcells, Nicolau Maria Rubió i Tudurí, el vescomte de Güell, la baronessa de Güell i Carles Soldevila, veritable motor de l'empresa. Des de la seva creació fins a la guerra civil, en què va deixar de funcionar, Joan Estelrich va estar al capdavant de la secretaria.
Les conferències es feien habitualment als salons de l'Hotel Ritz de Barcelona, llevat del moment inicial, en què es disposà de l'Ateneu Barcelonès. S'hi assistia en qualitat de soci i, doncs, s'hi contribuïa econòmicament. El Conferentia Club arribà ràpidament als cinc-cents cinquanta socis i superava així la xifra programada inicialment de cinc-cents, que era el nombre màxim d'assistents que cabien a la sala més gran disponible.
Sota l'impuls de la seva presidenta, varen venir a Barcelona figures destacades de la cultura internacional: André Maurois, René Benjamin, comte Keyserling, Ortega y Gasset, Josep M. de Sagarra, Josep Pla, Ferran Valls i Taberner, Oleguer Junyent, Pere Bosch i Gimpera, Paul Valéry, Giuseppe Ungaretti, Emil Ludwig, Walter Gropius, Wanda Landowska, Pedro Salinas, Ramón Gómez de la Serna, Gregorio Marañón, Salvador de Madariaga, García Lorca. I també es donà lloc a conferenciants catalans novells, com ara Felip Bertran i Güell, Guillem Díaz-Plaja, Octavi Saltor o Rossend Llates.
La primera conferència tingué lloc el 26 de març de 1929, a càrrec de l'arqueòleg francès Alexandre Moret, que dissertà sobre els orígens de la civilització mesopotàmica i les tombes reials d'Ur. Fins al 1936 es van fer cent trenta-quatre conferències de literatura, història, filosofia, música, biologia, teatre, pintura o qualsevol altre aspecte de la ciència i la cultura.
La seva activitat quedà interrompuda per la Guerra Civil. Molts anys més tard, el 1949, es varen reprendre els treballs, amb Carles Soldevila de secretari i Helena Cambó i Mallol a la junta, però en un context molt diferent: en castellà i en plena dictadura. Les sessions es feien a l'Hotel Manila. En aquest període, Soldevila va editar un recull d'algunes de les conferències realitzades. El Conferentia Club havia sobreviscut a Isabel Llorach, que morí el 1954. I també a Carles Soldevila, mort el 1967. L'activitat de l'entitat es perllongà i es pot documentar fins al 1973.